# Guanozyno-5′-monofosforan
Guanozyno-5′-monofosforan (GMP) – organiczny związek chemiczny z grupy rybonukleotydów, ester guanozyny i kwasu fosforowego. Wchodzi w skład RNA, jest prekursorem w syntezie GDP i GTP. W organizmach syntezowany jest z inozyno-5′-monofosforanu w wyniku utlenienia i transaminacji. Antybiotyk azaseryna, o strukturze podobnej do glutaminy, stanowi inhibitor w syntezie GMP.